# Carcharias
Il genere Carcharias comprende due specie di squali appartenenti alla famiglia Odontaspididae. Il più noto e diffuso rappresentante del genere è lo squalo toro.

## Descrizione
Entrambe le specie di Carcharias sono caratterizzate da dimensioni notevoli, dalle due pinne dorsali di uguale forma e ampiezza, dai denti grandi e di forma tricuspide; le fessure branchiali sono sempre cinque paia.

## Riproduzione
Esclusivamente ovovivipari, depongono uova grandi e poco numerose.

## Tassonomia
- Carcharias taurus, "squalo toro" o "tigre della sabbia";
- Carcharias tricuspidatus, "squalo toro indiano".